# Staatsforst Rantzau östlich Tornesch
Staatsforst Rantzau östlich Tornesch este o arie protejată (arie specială de conservare — SAC, sit de importanță comunitară — SCI) din Germania întinsă pe o suprafață de 113 ha, integral pe uscat.

## Localizare
Centrul sitului Staatsforst Rantzau östlich Tornesch este situat la coordonatele 53°42′19″N 9°45′55″E / 53.7053°N 9.7653°E.

## Înființare
Situl Staatsforst Rantzau östlich Tornesch a fost declarat sit de importanță comunitară în septembrie 2004 pentru a proteja un număr necunoscut de specii din flora spontană și fauna sălbatică aflate în arealul zonei. Situl a fost protejat și ca arie specială de conservare în ianuarie 2010.

## Biodiversitate
Situată în ecoregiunea atlantică, aria protejată conține 3 habitate naturale: Păduri de fag Luzulo-Fagetum, Păduri de fag Asperulo-Fagetum, Păduri de stejar sau de stejar și carpen sub-atlantice și medio-europene de Carpinion betuli.
La baza desemnării sitului se află un număr nedeclarat de specii protejate: